# Exit Wounds (саундтрек)
Exit Wounds: The Album — саундтрек к фильму «Сквозные ранения», выпущенный в 2001 году на Virgin Records. Выпущен через четыре дня после премьеры фильма. Альбом дебютировал на 8-й строчке в чарте Billboard, а также на 5-й строчке в чарте Hot R&B/Hip-Hop Songs. Также содержит один сингл «No Sunshine», который дебютировал под номером 67 в Hot R&B/Hip-Hop Songs. Сингл был исполнен рэпером DMX, который также снялся в «Сквозных ранениях». Рэпер Yung Berg, известный как Iceberg, дебютировал на саундтреке в песне «Dog 4 Life». Песня «No Sunshine» используется при выходе на ринг борцом из UFC Андерсоном Силвой.

## Список композиций
1. «No Sunshine» — 5:17 (DMX)
2. «State of State» — 4:08 (Black Child & Ja Rule)
3. «Gangsta Tears» — 3:19 (Нас)
4. «We Got» — 3:22 (Trick Daddy & Trina)
5. «Party» — 4:27 (Sincere & Тимбалэнд)
6. «It’s on Me» — 4:50 (Ideal)
7. «They Don’t Fuck Wit U» — 4:58 (Three 6 Mafia & Project Pat)
8. «Walk With Me» — 4:38 (DMX & Big Stan)
9. «1-2-3» — 4:17 (Memphis Bleek)
10. «Bust Your Gun» — 4:08 (The L.O.X.)
11. «Steady Grinding» — 5:01 (Mack 10 & Cash Money Millionaires)
12. «Incense Burning» — 4:48 (Playa)
13. «Off da Chain Daddy» — 4:25 (Drag-On)
14. «Hell Yeah» [ремикс] — 5:06 (Outsiderz 4 Life)
15. «Hey Ladies» — 4:42 (Redman & Lady Luck)
16. «Fo' All Y’all» — 4:38 (Caviar & WC)
17. «Dog 4 Life» — 4:26 (Iceberg)